# Rabenstein/Fläming
Rabenstein/Fläming is een gemeente in de Duitse deelstaat Brandenburg, en maakt deel uit van de Landkreis Potsdam-Mittelmark.
Rabenstein/Fläming telt 788 inwoners.

## Burcht
Ten zuiden van Raben ligt midden in de bossen de Burcht Burg Rabenstein, gebouwd in 1251, tijdens de middeleeuwen. Op dit moment is er een hotel-restaurant gevestigd en een ambachtelijke bakker die bakt op houtvuur.

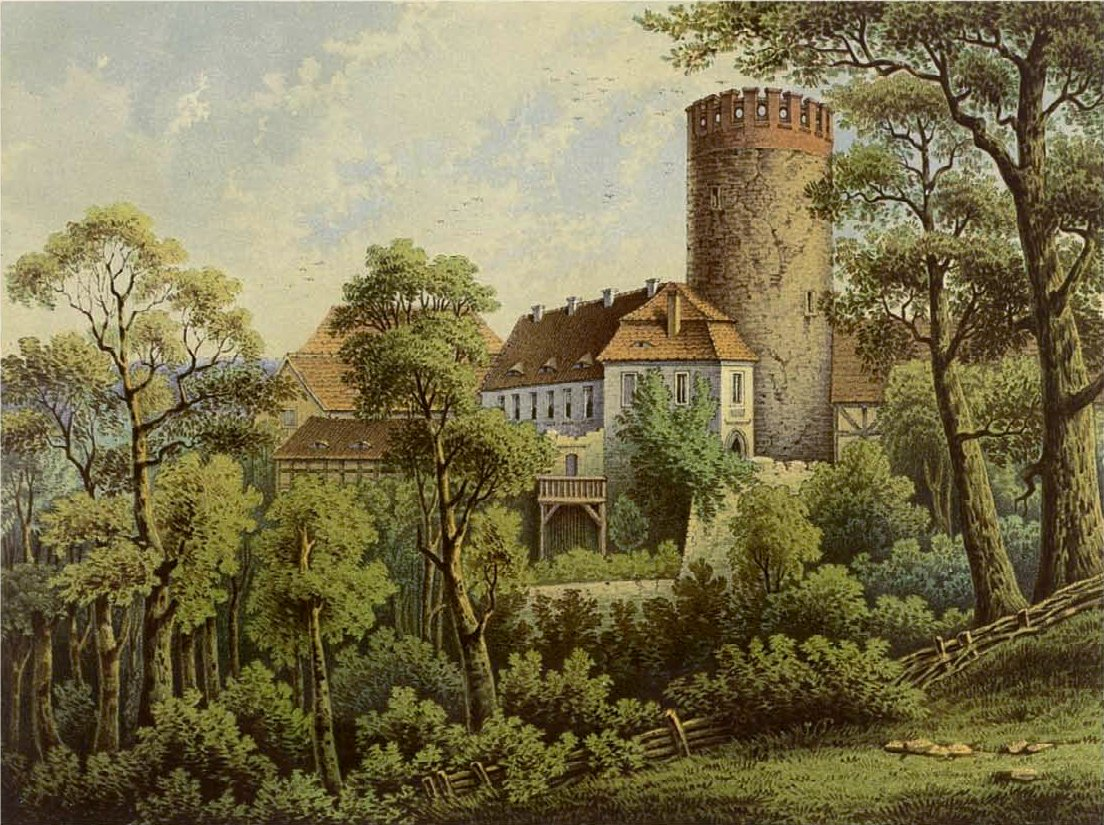
de burcht Rabenstein omstreeks 1860, deel van de verzameling van Alexander Duncker

## Plaatsen in de gemeente Rabenstein/Fläming

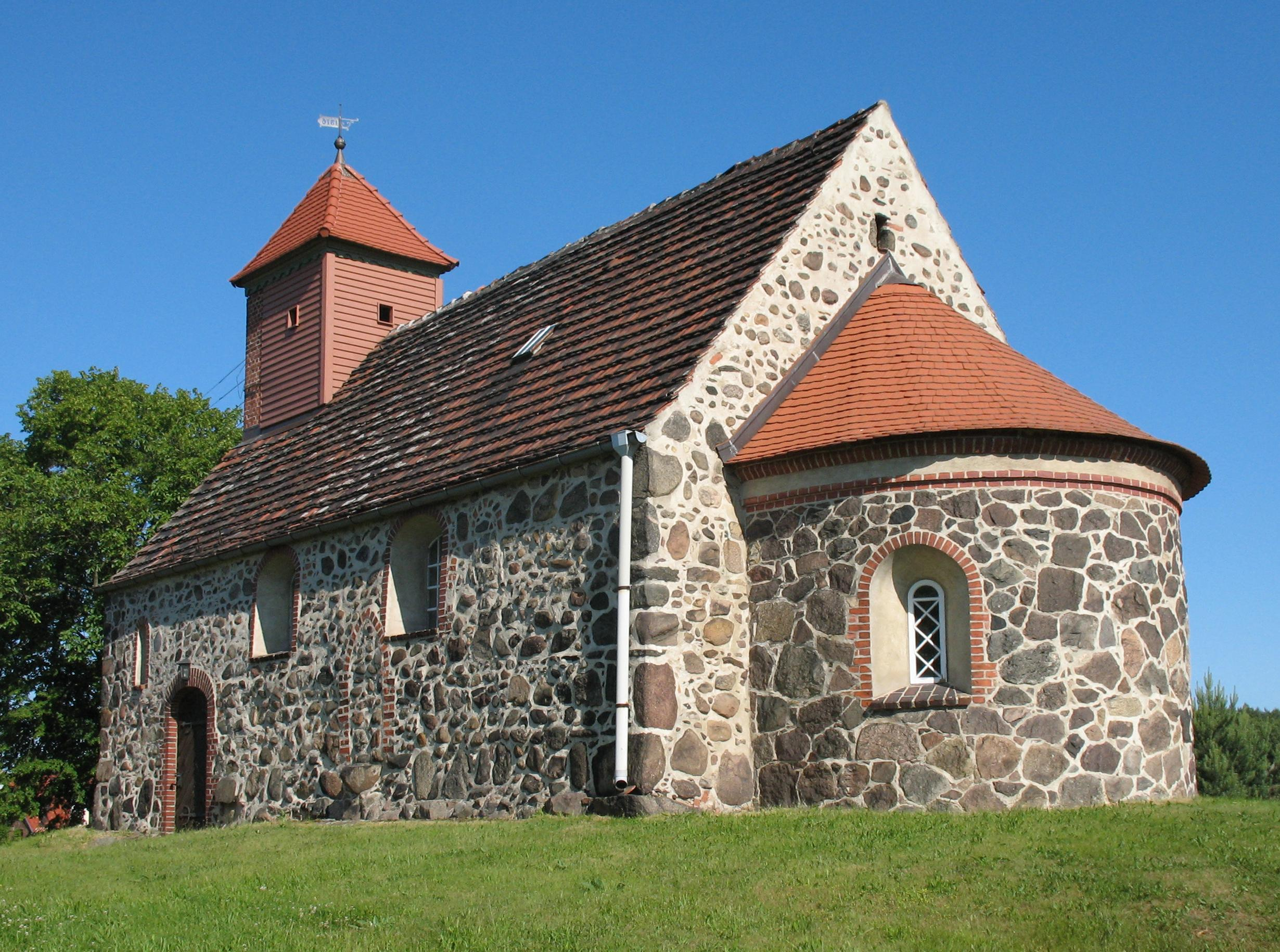
Klein Marzehns

- Buchholz bei Niemegk
- Garrey (met Zixdorf en Wüstemark)
- Groß Marzehns
- Klein Marzehns
- Raben
- Rädigke

## Sport en recreatie
Door deze plaats loopt de Europese wandelroute E11. De E11 loopt van Den Haag naar het oosten, op dit moment de grens van Polen en Litouwen.
Bad Belzig ·
Beelitz ·
Beetzsee ·
Beetzseeheide ·
Bensdorf ·
Borkheide ·
Borkwalde ·
Brück ·
Buckautal ·
Golzow ·
Görzke ·
Gräben ·
Groß Kreutz (Havel) ·
Havelsee ·
Kleinmachnow ·
Kloster Lehnin ·
Linthe ·
Michendorf ·
Mühlenfließ ·
Niemegk ·
Nuthetal ·
Päwesin ·
Planebruch ·
Planetal ·
Rabenstein/Fläming ·
Rosenau ·
Roskow ·
Schwielowsee ·
Seddiner See ·
Stahnsdorf ·
Teltow ·
Treuenbrietzen ·
Wenzlow ·
Werder (Havel) ·
Wiesenburg/Mark ·
Wollin ·
Wusterwitz ·
Ziesar